# Flair de famille
Flair de famille est une série télévisée franco-belge réalisée par Didier Bivel, David Ferrier et Baya Rehaz, et diffusée en Belgique à partir du 9 mars 2023 sur La Une et en France à partir du 8 avril 2023 sur France 2.
Cette fiction est une coproduction de Mercer Productions, France Télévisions, Be-FILMS, la RTBF (télévision belge) et Beside Productions.

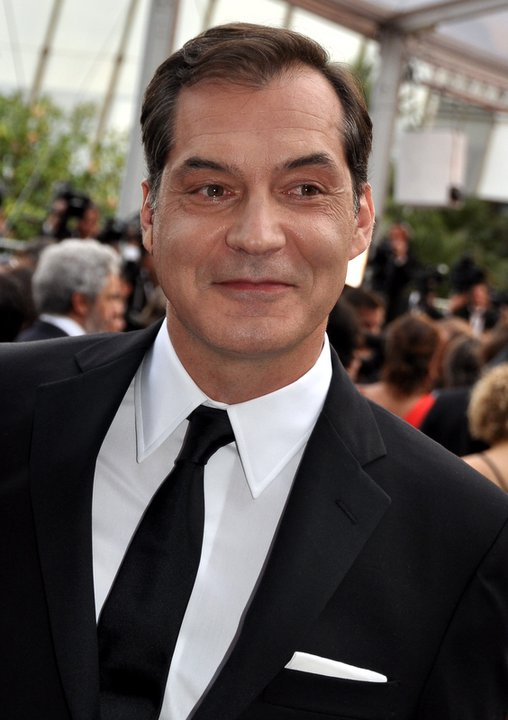
Samuel Labarthe.

## Synopsis
Le commissaire François Flament, de la brigade criminelle d'Abbeville, mène les enquêtes avec sa sœur, la capitaine Caroline Flament, récemment débarquée de Paris,,,.
Leurs adjoints Marcus et Leïla ne tardent pas à constater que la collaboration entre les deux enquêteurs aux styles très différents est entravée par de vieux problèmes de jalousie entre frère et sœur.

## Distribution principale
- Sylvie Testud : capitaine Caroline Flament (épisodes 1 et 2)
- Virginie Hocq : capitaine Caroline Flament (épisodes 3 et 4)
- Samuel Labarthe : commissaire François Flament
- Fatim-Zahra Alami : Leïla Hamdaoui
- Oscar Copp : Marcus
- Didier Flamand : Bernard Flament, le père de François et Caroline Flament

## Production

### Genèse et développement
Cette fiction est une coproduction de Mercer Productions, France Télévisions, Be-FILMS, la RTBF (télévision belge),,,,, et Beside Productions, réalisée avec la participation de la Radio télévision suisse (RTS) et de TV5 Monde, ainsi que le soutien de la région Hauts-de-France.
Initialement, la série prend la forme d'un épisode pilote intitulé Rouge sang. Selon France Télévisions « Ce téléfilm est ce qu'on appelle un unitaire déclinable : en cas de succès d'audience, il pourrait devenir une série. »,.
Le scénario est de la main de Marc Eisenchteter, Caroline Glorion et Frédéric Lepage, et la réalisation est assurée par Didier Bivel,,.
La production est assurée par Olivier Brémond et Thorunn Anspach pour Mercer Productions,.

### Attribution des rôles
Pour le réalisateur Didier Bivel : « C'est super agréable de travailler avec Sylvie Testud et Samuel Labarthe, des gens qui ont autant d'expérience et de talent. Donc je me régale, j'ai l'impression d'être avec deux stradivarius. »,.
En mai 2024, on apprend que le rôle de Caroline Flament n'est plus interprété par Sylvie Testud mais par Virginie Hocq à partir du troisième épisode.
Samuel Labarthe confie à Télé Star qu'il ne s'entendait pas très bien avec son ex-partenaire de jeu : « Il est vrai que nos relations n'étaient pas simples. Mais je ne pense pas que ce soit la raison principale de son départ. Il me semble qu'elle avait un problème d'agenda. ». À l'inverse, selon la RTBF, le courant serait beaucoup mieux passé avec Virginie Hocq, dont l'acteur apprécie l'humour : « C'est une très bonne camarade. J'adore l'humour belge qui correspond à l'esprit de cette fiction. Ce n'est pas un rire méchant. On ne rit pas contre, mais avec. Ça change tout. ».

### Tournage
Le tournage du premier épisode se déroule du 22 août au 12 septembre 2022 dans la région des Hauts-de-France, à Lille, à Roubaix et à Cayeux-sur-Mer (sur la plage, aux falaises d'Ault et au parc du Marquenterre),,,.
Céline André, directrice de la production du film, raconte : « On est venus ici avec le réalisateur il y a quelques mois pour faire des repérages, et on est tombés sur ce bar de plage tout en bois. C'est le côté authentique de la construction qui a attiré notre œil. ». À propos des scènes extérieures, la directrice de production déclare : « L'intrigue est ancrée en baie de Somme. Nos scènes extérieures ont donc été tournées en plusieurs endroits de cette zone. La base de loisirs a été tournée à Cayeux-sur-Mer. On a d'ailleurs transformé son bar de plage Le Mouton phare en école de voile. Les falaises et la plage où les personnages de François et Caroline retrouvent la jeune Loren, se situent à Ault, non loin du Tréport. ». Elle précise encore que le décor des falaises a imposé de sérieuses contraintes : « Ces lieux ne sont pas vraiment stabilisés. On n'a pas le droit de tourner à moins de 30 mètres de la paroi en contrebas. C'est la même chose en haut de la falaise. On ne peut s'approcher à moins de trois mètres du bord, d'autant qu'il n'y a aucune protection. ».
Le tournage du deuxième épisode se déroule du 12 juin au 10 juillet 2023 d'abord en Normandie, notamment au Tréport, puis dans les Hauts-de-France, notamment à Lille et à Roubaix,.
Le tournage du troisième épisode, dans lequel le rôle de Caroline Flament est repris par Virginie Hocq, commence le 22 mai 2024 dans les Hauts-de-France et celui de l'épisode Ligne de mire a lieu du 5 au 30 mai 2025.
En mai 2025, la ville de Berck accueille le tournage de scènes du cinquième épisode sur la plage et à l'Eole-club durant lesquelles le champion de char à voile Gautier Delenclos, fortement maquillé, assure le doublage de l'actrice Gaëla Le Devehat : « J'ai roulé avec plusieurs caméras. Un drone me suivait aussi pour tourner les images. J'ai vu l'envers du décor avec les acteurs et les reprises. C'est une belle expérience et une découverte inoubliable. ».

### Fiche technique
Sauf indication contraire, les informations mentionnées dans cette section peuvent être confirmées par la base de données cinématographiques Allociné,  présente dans la section « Liens externes ».
- Titre français : Flair de famille
- Genre : Policier
- Réalisation : Didier Bivel, David Ferrier et Baya Rehaz[5],[6],[2],[19]
- Scénario : Marc Eisenchteter, Caroline Glorion, Frédéric Lepage, Marc-Antoine Laurent, Jean-Marc Taba[6],[11],[2],[19]
- Musique : Nicolas Errèra[1],[21],[4]
- Décors : Sylvie Monbel
- Costumes : Cécile Dulac, Sandrine Bernard
- Photographie : Marc Falchier
- Son : Fabien Luth
- Montage : Mickaël Lavignac
- Production : Olivier Brémond et Thorunn Anspach[6]
- Sociétés de production : Mercer Productions, France Télévisions, Be-FILMS, RTBF (télévision belge) et Beside Productions[5],[1],[6],[10],[7],[9]
- Pays de production :  France /  Belgique
- Langue originale : français
- Format : couleur
- Durée : 90 minutes[5],[6]
- Dates de première diffusion :
  - Belgique : 9 mars 2023 sur la Une[1],[21],[3],[4]
  - France : 8 avril 2023 sur France 2[22],[23]

## Épisodes

### Rouge sang
Dans un village de la baie de Somme en Picardie, la jeune Sabrina Delorme est assassinée dans les serres d'une entreprise de production de fraises bio,,.
- Cypriane Gardin : Loren Delorme
- Rebecca Tetens : Sabrina Delorme
- Laurent Fernandez : Mr Delorme
- Armelle Lecœur : Mme Delorme
- Anne Girouard : Shirley
- Laurent Bateau : Jacques Vandamme
- Maël Cordier : Yvan Laborde
- Constantin Vidal : David / Lucas Bertin
- Maryne Berthieaux : la juge

### Envies de meurtre
Jacqueline Lefranc, ancienne propriétaire de nightclub, est retrouvée assassinée dans le jardin de sa somptueuse villa.
- Anne Grandhenry : Jacqueline Lefranc, ancienne propriétaire de nightclub
- Gwendolyn Gourvenec : Ariane, la fille de Jacqueline
- Cécile Rebboah : Marthe / Rose
- Steve Driesen : Sylvain Vermeer, maître-verrier
- Catherine Demaiffe : Christelle Vermeer, la femme de Sylvain
- Mattéo Salamone : Matthieu Vermeer, le fils de Christelle et Sylvain
- Yvon Martin : Xavier Garrel, le maire
- Dan Herzberg : Toni
- Catherine Claeys : Anne-Marie
- Stéphanie Cliquennois : la légiste
- Guillaume Durieux : Pierre

Lieux de tournage : Commune du Tréport, Ault, Criel-sur-Mer, Friville-Escarbotin, Wervicq-Sud, Aix-en-Pévèle, Ronchin, Bondues (église St-Vaast), Roubaix.

### Guet-apens
Gilles Tolosa, le patron d'une société qui propose des séjours de cohésion d'équipe dans un village de cabanes perchées, est retrouvé mort dans une petite rue de la vieille ville. Mais quand Caroline et François Flament arrivent aux cabanes perchées, un incendie y fait rage et François sauve de toute justesse le responsable du site.
- Alexia Barlier : Nora Legrand
- Selma Kouchy : Géraldine Prévost
- Nicolas Grandhomme : Gilles Tolosa
- Guillaume Faure : Renaud Darcheville
- Luna Lou : Fredo

Cet épisode est dédié à la mémoire de Laurence Grosjean (1962-2024), cheffe maquilleuse sur la série.

### Ligne de mire
- Fred Bianconi : Serge Lambert
- Sophie Le Tellier : Claire Dubosc
- Lola Aubrière : Anais Dubosc
- Arthur Jugnot : Luc
- Eva Darlan : Soizic
- Gaëla Le Devehat : Mathilda
- Min Man Ma : Minh

## Diffusions et audience

### En Belgique
En Belgique, la série est diffusée sur La Une, première chaîne de la RTBF.
| Épisode | Diffusion               | Diffusion         | Audience moyenne          | Audience moyenne | Réf.   |
| Épisode | Jour                    | Horaire           | Nombre de téléspectateurs | Classement       | Réf.   |
| ------- | ----------------------- | ----------------- | ------------------------- | ---------------- | ------ |
| 1       | Jeudi 9 mars 2023       | 20 h 30 - 22 h 00 | 245 391                   | 1er              | [ 26 ] |
| 2       | Jeudi 1er février 2024  | 20 h 30 - 22 h 00 | 239 044                   | 2e               | [ 27 ] |
| 3       | Dimanche 2 février 2025 | 20 h 50 - 22 h 30 | 354 145                   | 2e               | [ 28 ] |

- Les plus hauts chiffres d'audience
- Les plus bas chiffres d'audience

### En France
En France, la série est diffusée à 21 h 10 sur France 2.
| Épisode | Diffusion               | Diffusion         | Audience moyenne          | Audience moyenne                       | Audience moyenne         | Audience moyenne | Réf.   |
| Épisode | Jour                    | Horaire           | Nombre de téléspectateurs | Part de marché (sur les 4 ans et plus) | Part de marché (FRDA-50) | Classement       | Réf.   |
| ------- | ----------------------- | ----------------- | ------------------------- | -------------------------------------- | ------------------------ | ---------------- | ------ |
| 1       | Samedi 8 avril 2023     | 21 h 10 - 22 h 40 | 4 340 000                 | 23 %                                   | 9,7 %                    | 1er              | [ 29 ] |
| 2       | Samedi 10 février 2024  | 21 h 10 - 22 h 40 | 4 210 000                 | 22,7 %                                 | 5 %                      | 1er              | [ 30 ] |
| 3       | Vendredi 7 février 2025 | 21 h 10 - 22 h 45 | 4 040 000                 | 21,1 %                                 | 5,3 %                    | 1er              | [ 31 ] |

- Les plus hauts chiffres d'audience
- Les plus bas chiffres d'audience